# Hemithyrsocera penicillata
Hemithyrsocera penicillata är en kackerlacksart som först beskrevs av Morgan Hebard 1929.  Hemithyrsocera penicillata ingår i släktet Hemithyrsocera och familjen småkackerlackor. Inga underarter finns listade i Catalogue of Life.